# Cyclosa picchu
Cyclosa picchu Levi, 1999 è un ragno appartenente alla famiglia Araneidae.

## Etimologia
Il nome della specie è riferito all'altopiano peruviano di Machu Picchu, dove sono stati rinvenuti gli esemplari

## Caratteristiche
L'olotipo maschile ha dimensioni: cefalotorace lungo 1,49 mm, largo 1,07 mm; opistosoma lungo 1,5 mm.

## Distribuzione
La specie è stata reperita nel Perù centromeridionale: sull'altopiano Machu Picchu a 2100 metri di altitudine, appartenente alla regione di Cusco.

## Tassonomia
Al 2013 non sono note sottospecie e dal 1999 non sono stati esaminati nuovi esemplari.